# Bestuurlijke boete
De bestuurlijke boete, ook administratieve boete genoemd, is in Nederland onderdeel van de handhaving in het bestuursrecht. In tegenstelling tot de reperatoire sancties last onder bestuursdwang en last onder dwangsom is de bestuurlijke boete een punitieve sanctie, maar een die niet onder het strafrecht valt (een strafbeschikking, waaronder een bestuurlijke strafbeschikking, valt wel onder het strafrecht).
Bestuursorganen die bestuurlijke boetes kan opleggen zijn onder andere:
- Het OM: bij bijvoorbeeld verkeersovertredingen Wet administratiefrechtelijke handhaving verkeersvoorschriften;
- De Belastingdienst bij het niet doen van aangifte of het niet of te weinig betalen van verschuldigde belasting;
- De gemeente:
  - uitkeringsfraude Participatiewet (Pw) (voorheen WWB en Abw),
  - een deel van de overtredingen in de Alcoholwet, de Wet op de kansspelen, Woningwet en Huisvestingswet 2014,
  - Besluit bestuurlijke boete overlast in de openbare ruimte, maar dit betreft een keuze die gemeenten kunnen maken. Momenteel[(sinds) wanneer?] wordt hiervan o.a. gebruik gemaakt in de gemeenten Amsterdam, Breda en Den Haag.
  - In de Wet Basisregistratie Personen is opgenomen dat de burger de plicht heeft om de inschrijvingsgemeente tijdig op de hoogte te stellen van het wijzigen van de verblijfplaats.
- Andere overheidsdiensten. Overheidsdiensten die een bestuurlijke boete kunnen afgeven zijn onder andere: Agentschap Telecom, Autoriteit Persoonsgegevens, Bureau Financieel Toezicht (BFT), Dienst Justis, Inspectie Verkeer en Waterstaat, Nederlandse Mededingingsautoriteit, Nederlandse Voedsel- en Warenautoriteit, Rijksdienst voor Ondernemend Nederland (RVO).

Wetten en besluiten die dit regelen zijn onder meer de Algemene wet inzake rijksbelastingen Besluit Bestuurlijke Boeten Belastingdienst, sociale zekerheidswetten die niet door gemeenten worden uitgevoerd, Algemene wet inkomensafhankelijke regelingen, Wet studiefinanciering 2000 (bestuurlijke boete voor studenten die hun studentenreisproduct niet tijdig stopzetten), Arbeidsomstandighedenwet, de Alcoholwet, Wet op de kansspelen, Woningwet en Huisvestingswet 2014.
Het OM is niet bij bestuurlijke boetes betrokken, ook niet bij bezwaar en beroep, behalve als het OM zelf het bestuur is dat de boete oplegt. Voor wat betreft de bestuurlijke boete overlast in de openbare ruimte vindt wel afstemming plaats over de inzet en werkwijze met betrekking tot de aanpak van de overlast door de politie en door de gemeente-boa's.
Er wordt in enkele wetten, onder meer in de Algemene wet inzake rijksbelastingen, bij overtredingen onderscheid gemaakt tussen een verzuim en een vergrijp, het laatste is ernstiger. Deze kunnen respectievelijk een verzuimboete en een vergrijpboete opleveren.
Er wordt in sommige wetten voor de hoogte van de bestuurlijke boete aangesloten bij de boetecategorieën in het strafrecht, bijv. in de Arbeidsomstandighedenwet: "De bestuurlijke boete die voor een overtreding kan worden opgelegd bedraagt ten hoogste het bedrag van de vijfde categorie, bedoeld in artikel 23, vierde lid, van het Wetboek van Strafrecht." In een aanhangige wijziging van de Successiewet 1956 wordt in de wet de formulering "bestuurlijke boete van de vierde categorie" gebruikt, zonder dat in die wet categorieën en bijbehorende bedragen worden genoemd. Uit de toelichting blijkt dat ook hier bedoeld wordt aan te sluiten bij de boetecategorieën in het strafrecht: "kan een bestuurlijke boete worden opgelegd van de vierde categorie (thans maximaal € 19.500). Deze boete is gelijk aan de maximale geldboete die kan worden opgelegd indien strafrechtelijke vervolging plaatsvindt wegens het opzettelijk niet, onjuist of onvolledig verstrekken van inlichtingen, met dien verstande dat in dat geval ook gevangenisstraf kan worden opgelegd."
Een kenmerk van bestuurlijke boetes is de mechanische, feitelijke wijze waarop deze tot stand komt. In tegenstelling tot strafrecht wordt bij de bestuurlijke boete slechts gekeken of de feiten hebben plaatsgevonden, zoja, dan rolt hier (vaak verder gespecificeerd door richtlijnen en met wettelijk maximum) een bestuurlijke boete uit. Deze boete is bovendien direct opeisbaar zonder tussenkomst van de rechter (hoewel bezwaar en beroep wel mogelijk zijn), en kan in bepaalde gevallen (fors) hoger zijn dan de strafrechtelijke maxima. Hier staat tegenover dat een bestuurlijke boete in principe geen aantekening op het strafblad oplevert, en dat een bestuursorgaan geen gevangenisstraf kan opleggen.
Een bestuurlijke boete wordt in de context van het Europees Verdrag voor de Rechten van de Mens als een "criminal charge" (strafsanctie) aangemerkt. Dit betekent dat een aantal waarborgen, zoals de plicht tot het geven van cautie (indien de verdachte mondeling wordt verhoord), gelden wanneer een bestuursorgaan voornemens is een bestuurlijke boete op te leggen. Een bestuurlijke boete (punitief) is niet hetzelfde als een last onder dwangsom (preventief).